# Operacja Titanic

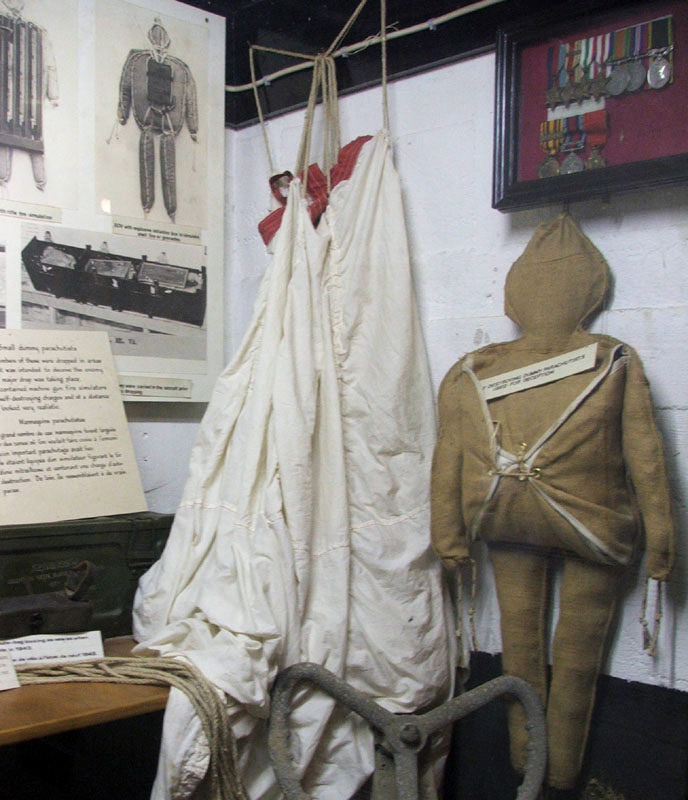
Manekin spadochroniarza „Rupert” wykorzystany w operacji Titanic

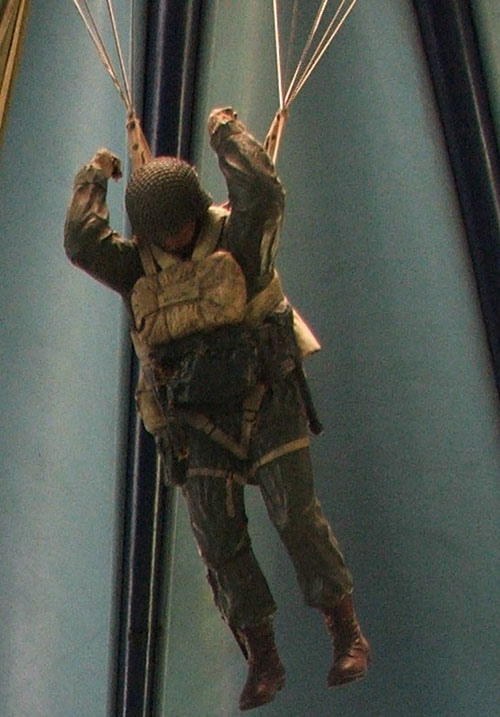
Manekin spadochroniarza „Oscar” wykonany na potrzeby amerykańskiego filmu Najdłuższy dzień (1962)

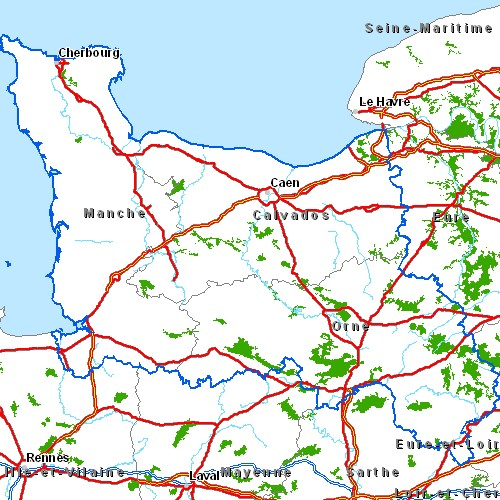
Mapa operacji Titanic: departamenty Sekwana Nadmorska na wschodzie, Manche na zachodzie; miasto Caen w centrum

Operacja Titanic (ang. Operation Titanic) – aliancka operacja wojskowa przeprowadzona w czasie II wojny światowej, tuż przed lądowaniem w Normandii w czerwcu 1944 roku, w której główną rolę odegrały manekiny spadochroniarzy.

## Geneza
Operacja Titanic była częścią operacji Bodyguard, szeroko zakrojonej strategicznej dezinformacji, mającej na celu zmylenie dowództwa państw Osi co do zamiarów aliantów w okresie poprzedzającym lądowanie w Normandii. Najbardziej skomplikowaną częścią operacji Bodyguard, zorganizowaną przez London Controlling Section (LCS) w południowej Anglii, była operacja Fortitude South. Za pomocą wojskowych makiet, odpowiednio spreparowanych transmisji radiowych i podwójnych agentów zawyżano liczebność sił alianckich w Anglii i tworzono wrażenie, że lądowanie w Normandii jest tylko akcją mającą odciągnąć uwagę od głównego desantu w regionie Pas-de-Calais.
5 czerwca 1944 roku przeprowadzono morskie operacje dezinformujące o nazwach Taxable, Glimmer i Big Drum, celem stworzenia wyimaginowanego zagrożenia dla regionu Pas-de-Calais. Operacja Titanic miała być dodatkiem do tych mistyfikacji i spowodować zamieszanie wśród niemieckich wojsk w dniu lądowania. Pomysł zrodził się z planu przedstawionego przez brytyjskiego oficera Davida Strangewaysa (szefa jednostki dezinformacji brytyjsko-kanadyjskiej 21 Grupy Armii), który z kolei był przeróbką planu Naczelnego Dowództwa Alianckich Sił Ekspedycyjnych (SHAEF), o nazwie Ops (B).
Operacja Titanic wykorzystywała kilka wizualnych i dźwiękowych technik dezinformacji opracowanych na początku wojny. Głównym wizualnym oszustwem były manekiny spadochroniarzy – wypchane worki jutowe w kształcie człowieka z prostym spadochronem. Były skuteczne w powietrzu przy słabym świetle lub jego braku, ale na ziemi łatwo było je zidentyfikować jako podstęp. Amerykański aktor i oficer w czasie wojny Douglas Fairbanks Jr. zasugerował wykorzystanie manekinów, które samoistnie się niszczyły, aby spróbować „uwiarygodnić” ten podstęp na dłużej. Brytyjski pisarz Peter Fleming, brat twórcy postaci Jamesa Bonda Iana Fleminga, który prowadził operacje dezinformacyjne w Azji, dodał manekinom innowację polegającą na tym, że lądowały pionowo na ziemi i wystrzeliwały flary, aby symulować działania oficerów dowodzących oddziałem żołnierzy. Oprócz manekinów spadochroniarzy, w operacji Titanic wykorzystano różne podstępy dźwiękowe, jak na przykład kilka systemów do generowania szumów elektrycznych, w tym brytyjski „Poplin” i amerykański „Heater”. W przypadku operacji Titanic nagrania dźwięków wydawanych przez spadochroniarzy i broń, były przymocowane do manekinów wraz z amerykańskim systemem głośników nazywanym „Bunsen Burner”. Oprócz tych bardziej zaawansowanych technologii alianci wykorzystali również prostszą fizyczną generację dźwięku, doczepiając manekinom pasy z petardami, aby symulować realistyczną strzelaninę trwającą do sześciu godzin. Każdy wojskowy samolot biorący udział w operacji, mógł zrzucić taką ilość manekinów, która liczbowo odpowiadała wielkością plutonowi.

## Operacja
Operację Titanic przeprowadzoną w dniach 5–6 czerwca 1944 roku, podzielono na cztery części (od I do IV), składające się z różnych kombinacji manekinów spadochroniarzy, podstępów dźwiękowych, chaff (o kryptonimie Window) i komandosów SAS. Głośniki były przymocowane do każdego manekina, aby symulować ogień z karabinu. Dodatkowo każdy manekin posiadał niewielki materiał wybuchowy, który go niszczył po wylądowaniu i sprawiał, że spadochroniarz wyglądał tak, jakby spalał swój spadochron. SAS dostarczył dwunastu ludzi, którzy po wylądowaniu mieli zlokalizować i otworzyć ogień do niemieckich żołnierzy, umożliwiając niektórym z nich ucieczkę w nadziei, że ci zgłoszą te desanty swojemu dowództwu. Aby oszukać Niemców i sprawić, by myśleli, że trwa duży desant spadochronowy, zespoły SAS odtwarzały 30-minutowe nagrane wcześniej dźwięki krzyczących żołnierzy i wystrzałów broni, w tym moździerzy.
W sumie zaplanowano zrzucenie około czterystu manekinów w ramach operacji. Titanic I symulował zrzut dywizji powietrznodesantowej na północ od rzeki Sekwany w pobliżu Yvetot, Yerville, Doudeville w departamencie Sekwana Nadmorska i Fauville w departamencie Eure. Cele te odpowiadały fikcyjnemu lądowaniu w ramach operacji Taxable. W sumie dwieście manekinów i dwa zespoły SAS zostały zrzucone na spadochronach na te cztery cele. Titanic II miał obejmować zrzucenie pięćdziesięciu manekinów na wschód od rzeki Dives, aby ściągnąć niemieckie rezerwy na tę stronę rzeki, z dala od rzeczywistych lądowań. Jednakże ta część operacji została odwołana tuż przed 6 czerwca z powodu zbyt dużego ruchu lotniczego. Kolejnych pięćdziesiąt manekinów zrzucono, jako Titanic III, w departamencie Calvados w pobliżu Maltot i lasów na północ od Baron-sur-Odon, aby odciągnąć niemieckie rezerwy na zachód od Caen. Wreszcie, Titanic IV obejmował dwieście manekinów zrzuconych w pobliżu Marigny w departamencie Manche, w celu symulowania zrzucenia dywizjonu powietrznodesantowego. Dwa zespoły SAS zostały również zrzucone w pobliżu Saint-Lô, dwadzieścia minut po północy 6 czerwca 1944 roku, 10 minut przed zaplanowanym terminem.
Misja przebiegła zgodnie z planem. Jedynymi utraconymi samolotami były dwa bombowce Short Stirling i ich załogi z No. 149 Squadron RAF biorącego udział w Titanicu III. Ośmiu komandosów SAS nie powróciło; wszyscy zginęli w akcji lub zostali straceni przez Niemców w niemieckim nazistowskim obozie koncentracyjnym Bergen-Belsen.

## Rezultat
Wydaje się, że większość celów operacji Titanic została osiągnięta. O godzinie 02:00 6 czerwca 1944 roku niemieckie jednostki zgłosiły swojemu dowództwu lądowanie spadochroniarzy na wschód od Caen oraz w rejonach Coutances, Valognes i Saint-Lô i odgłosy silników okrętów na morzu. W odpowiedzi niemieckie dowództwo wydało rozkaz 7 Armii zwiększenia poziomu gotowości bojowej i oczekiwania na inwazję, ale generał Hans Speidel obniżył poziom gotowości, gdy zgłoszono, że znaleziono jedynie manekiny spadochroniarzy. Jednak feldmarszałek Gerd von Rundstedt wydał rozkaz 12 Dywizji Pancernej SS „Hitlerjugend”, aby zajęła się rzekomym lądowaniem spadochroniarzy na wybrzeżu w pobliżu Lisieux, które, jak się okazało, składało się wyłącznie z manekinów z Titanica III. Manekiny i zespoły SAS z Titanica IV skierowały Kampfgruppe z 915 Pułku Grenadierów, rezerwy 352 Dywizji Piechoty z dala od plaż Omaha i Gold oraz stref zrzutu amerykańskiej 101 Dywizji Powietrznodesantowej. Pułk, sądząc, że wylądowała dywizja powietrznodesantowa, zajął się przeszukiwaniem lasów zamiast kierować się na inwazyjne plaże. Przechwycone wiadomości maszyny szyfrującej Enigma z okolic operacji Titanic I ujawniły, że niemiecki dowódca meldował o dużym desancie wzdłuż wybrzeża od Hawru (daleko na północ od plaż lądowania) i że został przez niego odcięty. Wydaje się, że połączenie operacji Taxable i Titanic I zostało zinterpretowane zgodnie z zamierzeniami przez niemieckie dowództwo, a komunikaty wskazywały, że Niemcy uznali, że desant został pokonany i zawrócony w stronę morza.